# Bevlokken
Bevlokken is een productieproces om korte vezels (vlok) met behulp van lijm op een substraat (ondergrond) aan te brengen.
Het bevlokken wordt vaak toegepast om het uiterlijk en/of de mechanische eigenschappen van een product te verbeteren. Op deze manier is het uiterlijk (textuur) van leer, fluweel of velours te realiseren. Bij het verbeteren van de mechanische eigenschappen kan als voorbeeld bij het raamrubberprofiel van autoruiten de wrijving verlaagd worden. 
De lengte van de vezel is vanwege het knikgevaar (breken)  beperkt tot een paar millimeter. 
Hoe dunner de vezels des te zachter voelt het bevlokte oppervlak aan.

## Proces

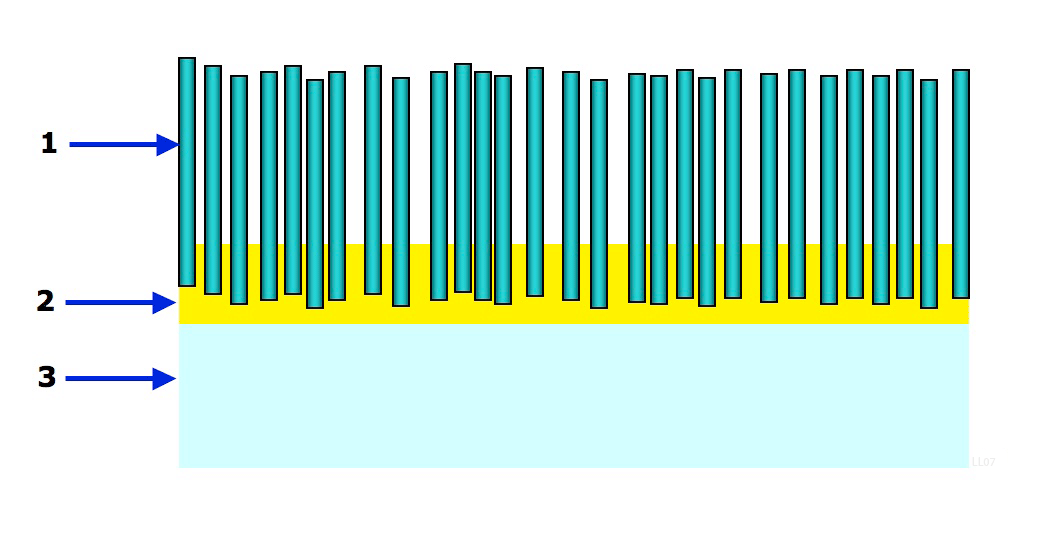
Bevlokken. 1 vezel (vlok). 2 Lijm 3 Substraat (ondergrond)

Vroeger werden substraten voorzien van vezels door ze in de nog natte lijm te strooien. Na het afbinden van de lijm (uitharden of drogen)  zijn de vezels verankerd aan het substraat. Tegenwoordig wordt het elektrostatisch bevlokken het meest toegepast. Met behulp van een elektrode worden de vezels elektrostatisch opgeladen en in deze toestand naar het de geleidende lijmlaag geslingerd. Door de lading in de vezel en met behulp van het trillen van het substraat gaan alle vezels rechtop staan. 

## Toepassing

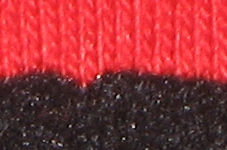
Bevlokt breisel

In principe kunnen alle natuurlijke en kunstmatige vezels op alle voorkomende ondergronden worden toegepast. Gebruikelijk zijn vezels van katoen, kunstzijde, polyamide en polyester. Bij het elektrostatische bevlokken dienen de toegepaste vezels geleidend te zijn en de vezels moeten op het substraat te verlijmen zijn.
Het bevlokken wordt industrieel op grote schaal toegepast. Voorbeelden van de toepassingen zijn: T-shirts, binnenafwerking van dashboardkasten en handschoenen.

## Geschiedenis
Historici beweren dat het bevlokken al in 1000 v.Chr. in China werd toegepast om met natuurlijke lijm natuurvezels op textiel te voorzien.